# Maladera elata
Maladera elata är en skalbaggsart som beskrevs av Küster 1849. Maladera elata ingår i släktet Maladera och familjen Melolonthidae. Inga underarter finns listade i Catalogue of Life.